# Shizikou (köpinghuvudort i Kina, Hubei Sheng, lat 29,99, long 112,01)
Shizikou är en köpinghuvudort i Kina. Den ligger i provinsen Hubei, i den centrala delen av landet, omkring 230 kilometer väster om provinshuvudstaden Wuhan. Antalet invånare är 54 366. Befolkningen består av 27 148 kvinnor och 27 218 män. Barn under 15 år utgör 11,0 %, vuxna 15-64 år 77 %, och äldre över 65 år 11,0 %.
Runt Shizikou är det tätbefolkat, med 442 invånare per kvadratkilometer. Närmaste större samhälle är Maojiagang, 8,3 km nordost om Shizikou. Trakten runt Shizikou består till största delen av jordbruksmark.
Genomsnittlig årsnederbörd är 1 563 millimeter. Den regnigaste månaden är maj, med i genomsnitt 235 mm nederbörd, och den torraste är december, med 28 mm nederbörd.